# Aerojet AJ10

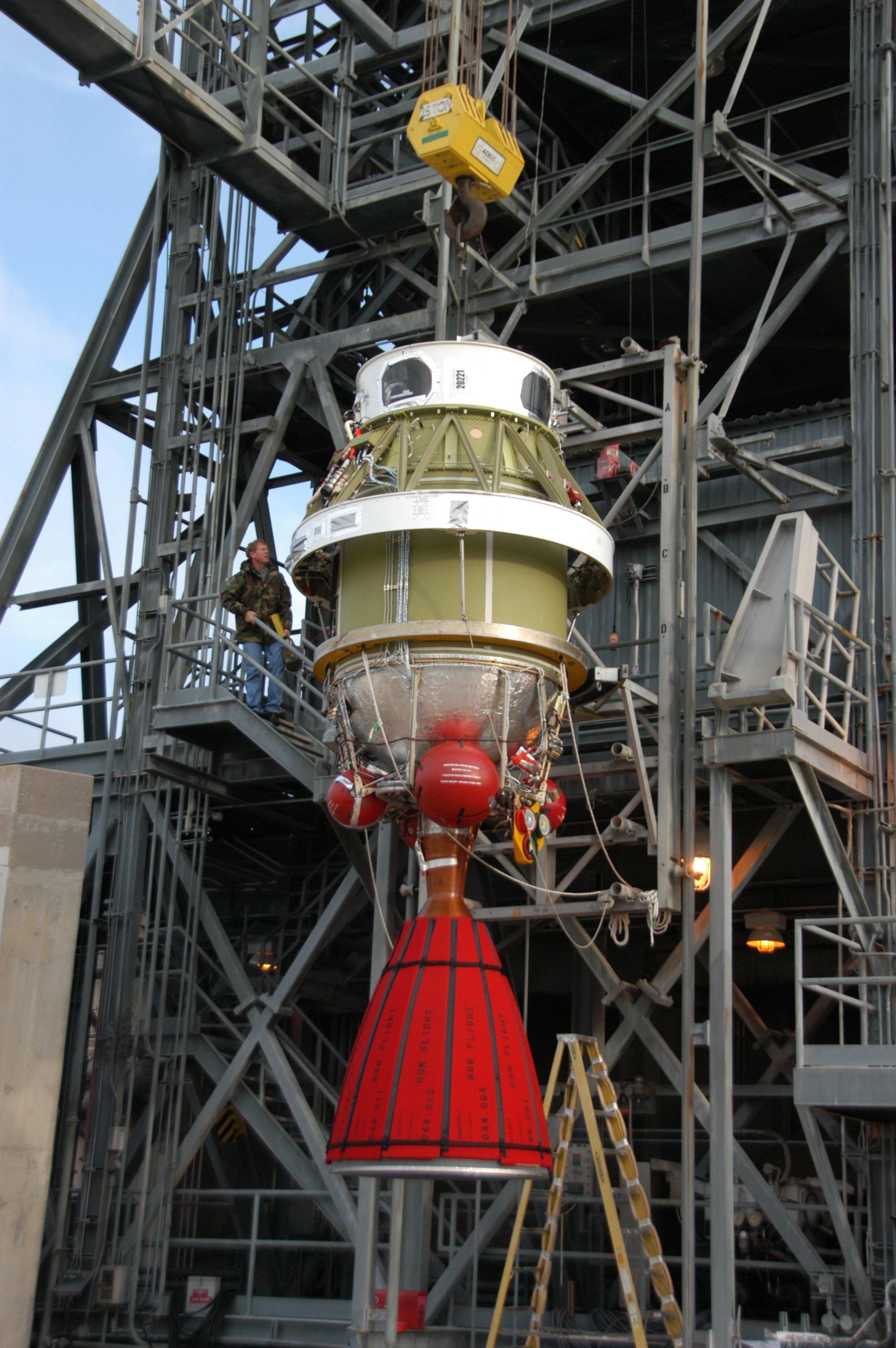
Ein AJ10-118K der Delta-II-Zweitstufe

Aerojet AJ10 ist eine Baureihe von Flüssigkeitsraketentriebwerken, die seit den 1950er Jahren in zahlreichen Varianten als sogenannter Vakuumantrieb, das heißt als für die Druckverhältnisse außerhalb der dichteren Erdatmosphäre spezialisierter Antriebsmotor, bei US-amerikanischen Raketenoberstufen und Raumschiffen eingesetzt werden. Das Triebwerk wurde von Aerojet entwickelt, die später in Aerojet Rocketdyne aufgingen (heute L3Harris Technologies).

## Technik
Das AJ10 ist ein relativ unkompliziert aufgebautes Triebwerk mit Druckgasförderung der Treibstoffkomponenten, wodurch keine Turbopumpen erforderlich sind. Es werden hypergole Treibstoffkomponenten verwendet, und zwar je nach Modell verschiedene Hydrazin-Derivate als Treibstoff und Distickstofftetroxid oder Salpetersäure als Oxydator. Durch die Lagerfähigkeit dieser Treibstoffe ist das Triebwerk auch nach längeren Raumflügen wiederzündbar, eine Eigenschaft, die beispielsweise bei Manövern zum Erreichen oder zur Korrektur einer Umlaufbahn oder zum Verlassen selbiger erforderlich ist.

## Verwendung

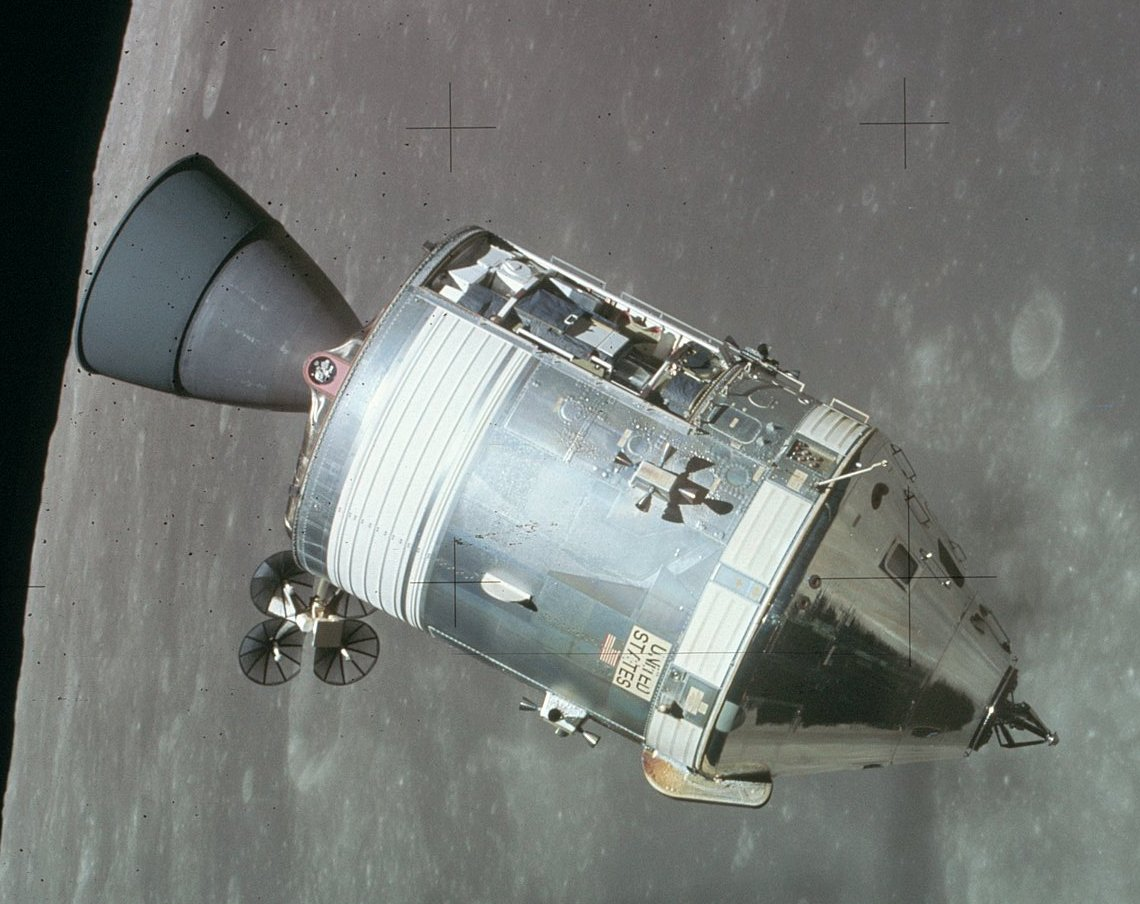
Apollo 15 CSM, links am Heck die Schubdüse des AJ10-137

Die bekannteste Verwendung dürfte – neben zahlreichen Raketenoberstufen – das Haupttriebwerk des Apollo-Raumschiffes, genauer des Servicemoduls (SM), sein. Auch beim Space Shuttle kamen zwei AJ10 als Manövertriebwerke des Orbital Maneuvering System (OMS) zum Einsatz, die nach dem Brennschluss der Haupttriebwerke die Korrektur der Umlaufbahn und die Abbremsung bei der Deorbitierung übernahmen. Diese OMS-Pods waren am Heck des Orbiters links und rechts des Seitenleitwerks angebracht. Mehrere bereits bei Shuttle-Missionen geflogene AJ10-190 wurden von der NASA für das Orion-Raumschiff bzw. dessen von der ESA gebautes Europäisches Servicemodul (ESM) zur Verfügung gestellt, wobei es eine ähnliche Rolle wie vor über 50 Jahren beim Apollo-CSM übernimmt.

## Varianten
Die Tabelle gibt einen Überblick über die bisher entwickelten und eingesetzten Varianten.
| Variante  | Schub (in kN) | Brennkammerdruck (in Bar) | Treibstoffkombination | Spezifischer Impuls (in N·s/kg) | Verwendung |
| --------- | ------------- | ------------------------- | --------------------- | ------------------------------- | --- |
| AJ10-37   | 33,8          |                           | UDMH/WFNA             | 2658                            | Vanguard-Trägerrakete, 2. Stufe, Einsatz 1957–1959                                                                        |
| AJ10-42   | 33,0          |                           | UDMH/WFNA             | 2618                            | Thor-Able I-Trägerrakete, 2. Stufe, Erststart 1958                                                                        |
| AJ10-101A | 34,3          |                           | UDMH/WFNA             | 2648                            | Thor-Able II, 2. Stufe |
| AJ10-104D | 35,1          |                           | UDMH/WFNA             | 2726                            | Thor Able Star, 2. Stufe                                                                                                  |
| AJ10-142  | 34,3          |                           | UDMH/WFNA             | 2648                            | Thor-Delta, 2. Stufe |
| AJ10-118  | 33,1          | 14,2                      | UDMH/WFNA             | 2579                            | Delta A, 2. Stufe, Erstflug 1962                                                                                          |
| AJ10-118D | 33,7          |                           | UDMH/WFNA             | 2672                            | Delta B bis D, 2. Stufe, Erstflüge 1962–1964, Brennzeit 170 Sekunden                                                      |
| AJ10-118E | 35,2          |                           | UDMH/WFNA             | 2726                            | Delta E bis N, 2. Stufe, Erstflüge 1965–1968, Brennzeit 400 Sekunden                                                      |
| AJ10-118F | 42,3          |                           | Aerozin 50/N2O4       | 3089                            | Delta I (mit Ziffern gekennzeichnete Delta-Varianten ab der Delta 0300), 2. Stufe, Erststart 1972, Brennzeit 335 Sekunden |
| AJ10-118K | 43,4          | 9,0                       | Aerozin 50/N2O4       | 3143                            | Delta II, 2. Stufe, Erststart 1990                                                                                        |
| AJ10-137  | 97,9          | 6,7                       | Aerozin 50/N2O4       | 2956                            | Apollo CSM, Haupttriebwerk                                                                                                |
| AJ10-138  | 2 × 36        | 7,2                       | Aerozin 50/N2O4       | 3050                            | Titan-3A, -3C, -34D: Tandemtriebwerk für die 3. Stufe Transtage, ab 1964                                                  |
| AJ10-190  | 26,7          | 8,6                       | MMH/N2O4              | 2886                            | Space Shuttle Orbiter OMS, Manövriertriebwerke                                                                            |